# Dombrow
Dombrow – dynastia chasydzka założona na początku XIX wieku przez Mordechaja Dawida Ungera.

## Cadykowie

### Linia rodziny Ungerów
- Mordechaj Dawid Unger z Dąbrowy
  - Josef Unger z Dąbrowy – syn Mordechaja Dawida
    - Izrael Elimelech Unger z Żabna – syn Josefa
      - Ben Cion Unger z Nowego Sącza – syn Izraela Elimelecha
        - Jaakow Icchak Unger z Boro Park – syn Ben Ciona
          - Ben Cion Unger z Boro Park – syn Jaakowa Icchaka

### Linia rodziny Rubinów
- Majer Rubin z Głogowa-Dąbrowy – zięć Josefa Ungera
  - Chaim Jechiel Rubin z Dąbrowy – syn Majera
    - Issachar Berisz Rubin z Dąbrowy – syn Chaima Jechiela
      - Esriel Rubin z Dąbrowy – syn Issachara Berisza
        - Naftali Cwi Rubin z Monsey – syn Esriela

Obecnie synagogi zwolenników dynastii znajdują się w Washington Heights, Monsey i Borough Park.